# Narapati
Cette page contient des caractères spéciaux ou non latins. S’ils s’affichent mal (▯, ?, etc.), consultez la page d’aide Unicode.
Narapati (birman : နရပတိ, nəɹa̯pətį; 7 juin 1413 – 24 juillet 1468) fut le dixième souverain du royaume d'Ava, en Haute-Birmanie. Il régna de 1442 à sa mort en 1468. Au début de son règne, cet ancien vice-roi de Prome (Pyay) dut repousser des raids de l'état shan de Mogaung et des intrusions de la dynastie Ming sur son territoire (1444-1446). Avec le nouvel effort chinois pour pacifier la zone frontalières du Yunnan, Narapati put maintenir le contrôle d'Ava sur les états shan de Kale et Mohnyin, et obtint l'allégeance de celui de Thibaw (Hsipaw). Cependant il continua à avoir des problèmes avec Taungû, révolté dans le sud entre 1451 et 1458. Un de ses petits-fils essaya de le tuer en 1467. Narapati se réfugia à Prome, où il mourut peu après en 1468. Son fils Thihathura lui succéda.

## Accession au trône
Narapati était gouverneur de Prome, le territoire d'Ava le plus au sud, alors que son frère aîné Minyekyawswa était roi. Il monta sur le trône après la mort soudaine de celui-ci en janvier 1442, à un moment où les forces du royaume assiégeaient Mogaung, capitale de l'état shan du même nom. Les ministres de Minyekyawswa avaient d'abord choisi pour lui succéder son gendre Thihapate, alors sur le front : mais rappelé à Ava, celui-ci refusa leur offre en disant qu'il n'était ni un fils ni un frère du roi décédé. Il leur suggéra de faire venir de Prome Thihathu, frère de Minyekyawswa. Celui-ci monta sur le trône sous le nom de Narapati (Narapati est un titre de royauté pâli qui avait déjà été porté par le roi de Pagan Narapatisithu) Thihapate retourna au front et prit Mogaung le jour même du couronnement du roi.

## Règne
Comme tous les nouveaux rois d'Ava, Narapati dut affirmer son autorité sur le royaume. Grâce à la défaite de Mogaung, il obtint l'allégeance du saopha (prince) d'Onpaung (Thibaw ou Hsipaw) dans le Nord-Est. Il nomma Thihapate saopha de Mohnyin et son gendre saopha de Kale. Malgré ce succès dans des régions périphériques, il continua à avoir des problèmes plus près d'Ava. Fin 1443, il dut envoyer ses armées à Yamethin et Pinle, révoltées depuis le début du règne de son frère en 1441. Mais tandis qu'il assiégeait Pinle, il se trouva aux prises avec une menace bien plus grave venue du nord : la Chine des Ming

### Invasions Ming
La dynastie Ming était maîtresse du Yunnan depuis ses campagnes de 1380–1388, mais elle ne contrôlait pas complètement la frontière, où se trouvaient encore plusieurs états shan indépendants. Le saopha de Mogaung, Thonganbwa, par exemple, lançait constamment des raids au Yunnan. En 1443, l'empereur Ming Zhengtong envoya une nouvelle expédition (la troisième depuis 1436) pour punir ces irritants pillards shans. Ayant appris qu'Ava avait pris Mogaung et capturé Thonganbwa, les chinois s'établirent à la frontière, exigeant qu'on leur remette Thonganbwa et un tribut, sans quoi ils attaqueraient.
Narapati refusa les demandes chinoises et en 1444, ses troupes se portèrent à leur rencontre. Les chroniques birmanes affirment que les forces chinoises comptaient trois millions de soldats, tandis que celles d'Ava n'en comptaient que 200 000. Ces chiffres sont clairement exagérés, mais donnent une idée de la menace ressentie. (L'historien de la Birmanie GE Harvey pense que les données militaires de la période d'Ava et de Pégou sont multipliées par dix.) Les troupes chinoises s'avancèrent jusqu'à Bhamo et la guerre éclata. Les birmans rencontrèrent les chinois à Kaungton, près de Bhamo, où ils les arrêtèrent. Les chinois manquèrent bientôt de nourriture et se replièrent à Mong Wan (Mo Wun). Narapati chargea les saophas de Mogaung et Mong Nai (Mone) de surveiller Bhamo et revint à Ava.
Les chinois revinrent l'année suivante. Le 16 novembre 1445, ils encerclèrent Ava, menaçant d'attaquer la ville si Thonganbwa ne leur était pas remis. Narapati négocia un accord, selon lequel il le leur remettrait s'ils l'aidaient d'abord à soumettre Yamethin. Les chinois prirent donc Yamethin avec un contingent d'Ava. Plutôt que de tomber entre leurs mains, Thonganbwa se suicida, et son cadavre leur fut remis au début de 1446,. Narapati affirma qu'il n'avait pas accepté la suzeraineté chinoise, mais ceux-ci considérèrent la remise du cadavre comme une reconnaissance de celle-ci.

### Révolte de Mohnyin (1450)
La mort de Thonganbwa ne résolut pas le problème des raids shans contre les chinois. Les Shans Maw, maintenant commandés par Thokyeinbwa (en chinois Si Ji-fa), fils de Thonganbwa, s'installèrent à l'Ouest de Mogaung, d'où ils continuèrent à razzier le Yunnan et le territoire d'Ava. En 1448, les chinois les poursuivirent presque jusqu'à Bhamo, seulement pour y être vaincus.
En 1450, le saopha birman de Mohnyin nommé par Narapati, Thihapate, mourut. Son fils Min U Ti se révolta, allié avec les pillards shans Thokyeinbwa et Thopawbwa (Si Bu-fa). Narapati envoya contre eux une armée commandée par le prince héritier Thihathura. Min U Ti fut exécuté ; les deux commandants shans se rendirent et prétèrent serment d'allégeance. Narapati fit d'un fils de Thopawbwa le nouveau saopha de Mohnyin, tandis que Thokyeinbwa et Thopawbwa étaient retenus à Ava. En 1454, Narapati remit aux chinois six personnes, dont Thokyeinbwa et sa famille, en échange de la reconnaissance explicite de la souveraineté d'Ava sur Mohnyin, qu'elle contrôlait depuis 1406. (La Chronique de Nanzhao du Yunnan affirme que les Ming reconnurent l'appartenance de Mohnyin à la Birmanie en 1452, et non en 1454.) Thokyeinbwa arriva à Pékin dans une cage le 30 août 1454 et fut exécuté le 2 septembre.

### Révolte de Taungû (1451–1458)
En 1451, le gouverneur de Taungû fut assassiné et la ville se révolta contre Ava. Narapati ne réussit pas à la reprendre, mais heureusement pour lui, le roi de Taungû fut assassiné par un serviteur en 1458/59. Le Royaume d'Ava reprit le contrôle de la ville, que Narapati donna à gouverner à son beau-frère, qui avait déjà Taungdwingyi en apanage.

### Mort
En juin 1467, Narapati fut poignardé par un de ses petits-fils, auquel il reprochait une relation avec une de ses cousines. Seulement blessé, le roi se réfugia à Prome, où son fils Mingyi Swa était gouverneur. Il y mourut un an plus tard, en juillet 1468,. Son fils Thihathura lui succéda.